# Mésocosme

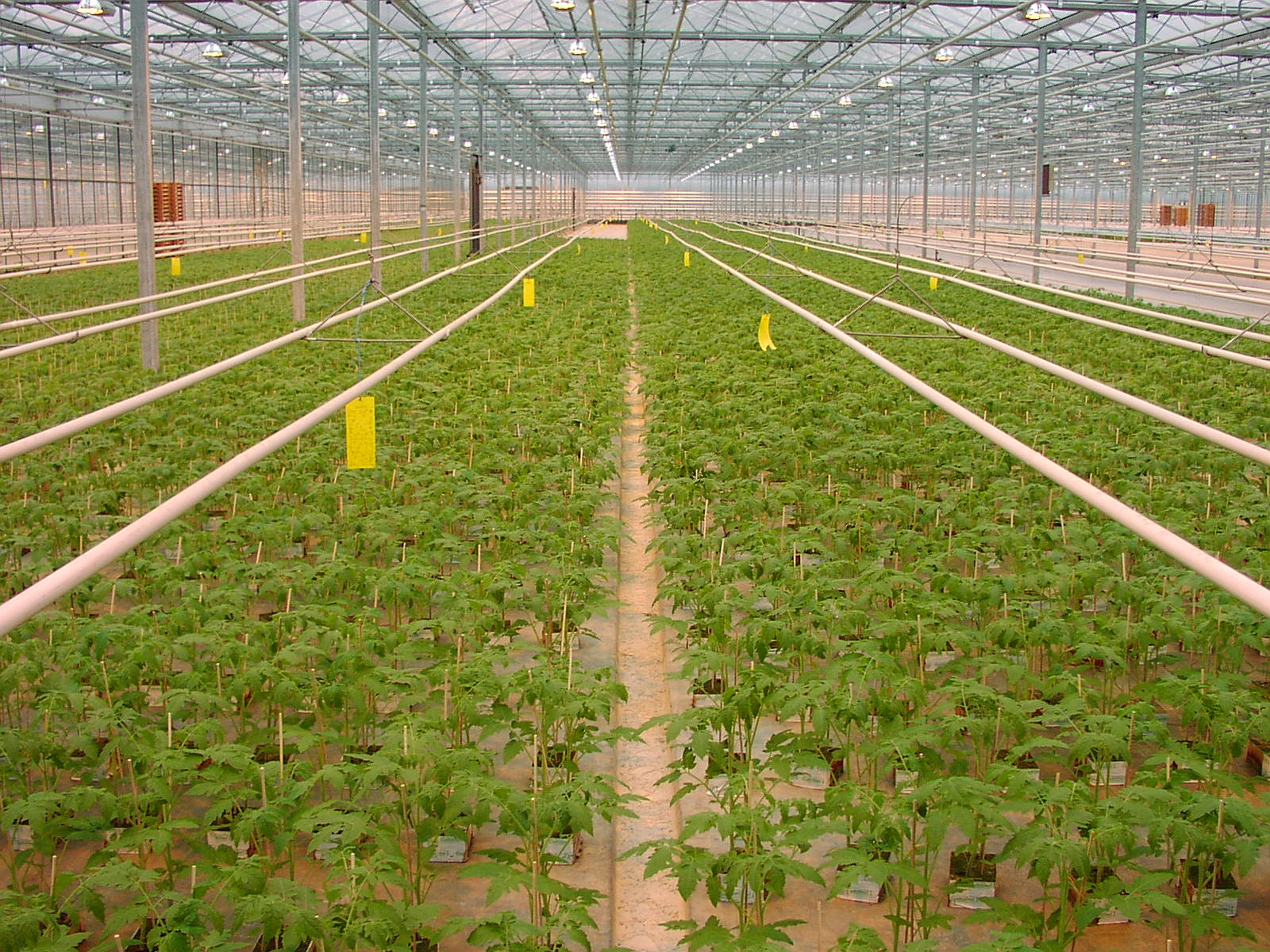
Une ferme de tomates aux Pays-Bas

Un mésocosme est une des formes d'écotron. C'est un lieu confiné et contrôlé ou semi-contrôlé où un expérimentateur peut faire varier tout ou une partie des paramètres du milieu ; sol, hygrométrie, température, teneur de l'air en CO2 ou polluants, etc.
Ce dispositif expérimental est destiné à l’étude des réponses d'espèces dans leur milieu (reconstitué) ou à l'étude d'organismes soumis à des variations de l'environnement ou à des substances potentiellement toxiques.  
Des échantillons d'écosystèmes prélevés dans la nature (aquatiques, ou terrestres) peuvent y être observés.
Selon les cas, il est installé dans un laboratoire sous lumière contrôlée, en plein air ou sous serre. Il s'apparente souvent à un aquaterrarium équipé de nombreux capteurs, et dont plusieurs paramètres essentiels peuvent être contrôlés; 
Le radical « méso- » signifie qu'il est de taille moyenne, et généralement que les expériences qui s'y déroulent sont d'une durée moyenne. S'il était de grande taille, on parlerait de macrocosme et s'il était plus petit de microcosme (volumes de quelques décimètres cubes souvent, pour des études d'écosystèmes fongiques, bactériens, du sol, etc.).

## Missions
Les mésocosmes sont conçus pour que les chercheurs puissent contrôler certains paramètres du milieu et également mesurer avec grande précision sur des pas de temps significatifs certains flux et les réponses biologiques et écologiques à une modification d'un ou plusieurs des paramètres contrôlables. Les études sont souvent :
- toxicologiques
- écotoxicologiques

Certains écotrons reproduisent, généralement de manière simplifiée, les caractéristiques d'un cours d'eau (avec courant continu ou modifiable pour reproduire une crue ou un débit d'étiage). Ils servent notamment à étudier et à caler des modèles de diffusion de polluants ou de réponse de l'écosystème à un changement global.

## Exemple

### En France
- L'INERIS dispose d'un mésocosme en région parisienne. Il est utilisé pour des études écotoxicologiques sur les organismes et milieux aquatiques. Il est constitué de douze canaux en béton de 20 m de long, 1 m de large et 30 à 70 cm de profondeur. Ces canaux simulent les différents composants d'un écosystème et permettent d'étudier les effets de polluants sur les compartiments et espèces des écosystèmes (sédiments, bactéries, champignons, planctons, invertébrés, poissons, etc.[1]

- il existe aussi l' écotron européen de Montpellier[2] (en réalité sur le campus de Baillarguet, dont la construction a commencé en octobre 2007[3], le plus grand équipement disponible en France. il inclut un  plateau « mésocosmes » de 24 modules, sous lumière naturelle. Ces modules peuvent être associés par deux ou quatre. Ils sont consacrés aux études à court terme (de trois mois à deux ans). Pour l'utiliser, il faut réponde à des  appels à propositions ou appels à manifestation d'intérêt [4].

Cet écotron a été financé par le CNRS (1,8 M€), le conseil régional de Languedoc-Roussillon (1,8 M€) et le conseil général de l'Hérault (0,7 M€).